# الائتلاف الوطني الجنوبي
الائتلاف الوطني الجنوبي هو ائتلاف سياسي يمني أعلن عنه في 2 مايو 2018 ويضم ثلاثة عشر مكونا تُمثل الحراك الجنوبي والمقاومة الجنوبية وفروع الأحزاب السياسية في جنوب وشرق اليمن بالإضافة إلى مجموعة من الشخصيات العامة من وزراء، ومحافظين، ووكلاء وزارات، ووكلاء محافظات، وبرلمانيين، وممثلين عن المكونات والفئات المجتمعية والمرأة والشباب.

## التأسيس

### بيان التأسيس
بعد مشاورات مكثفة بين قوى الحراك الجنوبي والمقاومة الجنوبية والأحزاب والتنظيمات السياسية الوطنية النشطة في المحافظات الجنوبية والشرقية والشباب والمرأة بهدف إيجاد إطار قيادي وطني جنوبي واسع الطيف يهدف إلى تعزيز الاصطفاف الوطني الداعم للشرعية ومشروع الدولة الاتحادية ويضع على عاتقه مهمة حمل القضية الجنوبية والحفاظ على المكاسب والانجازات التي تحققت لصالحها التي تضمنتها المرجعيات الوطنية والقرارات الدولية ذات الصلة، وتتويجا لتلك المشاورات تم الاتفاق على ما يلي:
- أولاً: يتم الاعلان عن ائتلاف سياسي جنوبي باسم (الائتلاف الوطني الجنوبي) يضم المكونات الموقعة على هذا الاتفاق، وأي مكونات سياسية أخرى ترغب في الانضمام إليه وتلتزم بأهدافه ومبادئه.[6]

- ثانياً: يتشكل للائتلاف هيئة تأسيسية مكونة من 63 شخصا يمثلون جميع المكونات المكونة للائتلاف، وتنظم اللائحة الداخلية تشكيل الأطر القيادية والتنظيمية للائتلاف.
- ثالثاً: يكون للائتلاف برنامج سياسي وطني يقوم على الأهداف والمرتكزات التالية:
  - دعم الشرعية بقيادة رئيس الجمهورية عبد ربه منصور هادي، وتأييد التحالف العربي الداعم لها.
  - الالتزام بالمرجعيات الثلاث (المبادرة الخليجية وآليتها التنفيذية، ومخرجات الحوار الوطني الشامل، والقرارات الدولية ذات الصلة).
  - العمل من أجل تحقيق مشروع الدولة الاتحادية وفقا لمخرجات الحوار الوطني الشامل.
  - التمسك بما يخص الجنوب وقضيته الوطنية وفقاً لمخرجات الحوار الوطني والقرارات الدولية ذات الصلة.
- رابعاً: الائتلاف جزء من العمل السياسي الوطني السلمي، وخطوة نحو تحقيق الشراكة السياسية والمجتمعية وإرساء دعائم الديمقراطية والمصالحة الوطنية.

تم التوقيع على هذا الاتفاق بالأحرف الأولى يوم الإثنين بتاريخ 30 أبريل 2018.
- قائمة المكونات الموقعه على بيان التأسيس
- - الحراك الجنوبي السلمي
  - المقاومة الجنوبية
  - حزب جبهة التحرير
  - حركة النهضة للتغيير السلمي
  - التنظيم الوحدوي الشعبي الناصري
  - المؤتمر الشعبي العام
  - التجمع اليمني للإصلاح
  - حزب البعث العربي الاشتراكي
  - حزب العدالة والبناء
  - حزب اتحاد الرشاد اليمني، التجمع الوحدوي اليمني
  - حزب اتحاد القوى الشعبية
  - المستقلون (الشباب، المرأة، المجتمع المدني)

## هيئة رئاسة الائتلاف
تم انتخاب هيئة رئاسة الائتلاف خلال الاجتماع التأسيسي الأول في مدينة عدن، العاصمة المؤقتة جنوبي البلاد بتاريخ 27 أبريل 2019، وتتكون رئاسة الائتلاف من 23 شخصية يمنية على النحو الآتي:
| تسلسل | الاسم                      | ملاحظة                                                               |
| ----- | -------------------------- | -------------------------------------------------------------------- |
| 1     | أحمد صالح العيسي           | رئيس الائتلاف ، ونائب مدير مكتب رئاسة الجمهورية                      |
| 2     | علي عبد الباقي المسلماني   | نائب رئيس الائتلاف                                                   |
| 3     | علي هيثم الغريب            | وزير العدل السابق ، ورئيس الحراك الجنوبي الحالي                      |
| 4     | صالح الجبواني              | وزير النقل السابق ، وقيادي في الحراك الجنوبي                         |
| 5     | نايف صالح البكري           | وزير الشباب والرياضة                                                 |
| 6     | عبد السلام با عبود         | وزير النفط والمعادن السابق                                           |
| 7     | أنصاف علي مايو             | الأمين العام المساعد للائتلاف ، وعضو مجلس النواب                     |
| 8     | اشرف محمد علي              |                                                                      |
| 9     | كوثر محمود شاذلي           | نائبة رئيس الائتلاف ، وسياسية ، وزوجة محافظ عدن الأسبق جعفر محمد سعد |
| 10    | أحمد سالم فضل              |                                                                      |
| 11    | عبد الكريم سالم السعدي     | رئيس الدائرة السياسية للائتلاف ، ورئيس تجمع القوى المدنيه الجنوبية   |
| 12    | محمد با مقاء               | أمين عام الائتلاف                                                    |
| 13    | وضاح محمد بن بريك          | رئيس دائرة الشؤون التنظيمية للائتلاف ، مستشار وزير النفط والمعادن    |
| 14    | مقبل ناصر لكرش             | الأمين العام المساعد للائتلاف ، وعضو مجلس الشورى                     |
| 15    | كمال مثنى الضالعي          | رئيس دائرة التوعية الفكرية للائتلاف                                  |
| 16    | عبد الله ناجي علي          | الأمين العام المساعد للائتلاف                                        |
| 17    | مها حسين السيد             |                                                                      |
| 18    | أحمد جمعان السقطري         | مدير عام فرع وزارة الخدمة المدنية والتأمينات في محافظة أرخبيل سقطرى  |
| 19    | بدر كلشات المهري           | وكيل محافظة المهرة                                                   |
| 20    | علي سعيد الأحمدي           | رئيس دائرة المنظمات الجماهيرية للائتلاف ، صحفي                       |
| 21    | عبد الناصر بن حماد العوذلي | الأمين العام المساعد لحزب جبهة التحرير                               |
| 22    | هاني محمد اليزيدي          | الأمين العام المساعد للائتلاف ، ومدير عام مديرية البريقة             |
| 23    | عبد الكريم قاسم فرج        | قيادي في الحراك الجنوبي                                              |

## الهيئة التأسيسية للائتلاف
تتكون الهيئة التأسيسية للائتلاف الوطني الجنوبي من 63 شخصية يمنية من أعضاء القوى السياسية والثورية المنضوية في الائتلاف على النحو التالي:
1. أحمد مساعد حسين العولقي.
2. محمد علي أحمد.
3. عبدالقوي رشاد.
4. عوض محمد العولقي.
5. أحمد صالح العيسي.
6. عبدالله صالح الكثيري.
7. محمد نصر الشاذلي.
8. الشيخ سيف سعيد.
9. أحمد بن أحمد الميسري.
10. علي هيثم الغريب.
11. ناصر علي النوبة.
12. عبدالكريم صالح السعدي.
13. صالح أحمد الجبواني.
14. عبدالكريم قاسم فرج.
15. عبدالرحيم حاصل العولقي.
16. محمد صالح طماح.
17. ناصر محسن الفضلي.
18. أحمد محمد الدياني.
19. نايف صالح البكري.
20. ثابت مثنى جواس.
21. هاني محمد اليزيدي.
22. أديب محمد العيسي.
23. هاني عبدالحميد كرد.
24. كمال مثنى الضالعي.
25. عبدالسلام عبدالله باعبود.
26. بدر معاون سعيد.
27. أمين عبدالله با قادر.
28. إنصاف علي مايو.
29. عبدالعزيز محمد الحمزة.
30. ناجي محسن النسي.
31. علي سعيد الأحمدي.
32. محمد أحمد بالفخر.
33. عبدالناصر العوذلي.
34. حسين عبده عبدالله.
35. محمد عبدالله عبدالقوي.
36. عبدالله أحمد الجفري.
37. أشرف محمد علي.
38. فهد ناصر با حسن.
39. عبدالله با عفيف.
40. صفوان سلطان.
41. أحمد محمد ناصر.
42. فايز محمد با شراحيل.
43. خالد يحيى الدالي.
44. محمد سالم با فقاس.
45. سالم محمد الخوري.
46. أحمد جمعان السقطري.
47. بدر سالم كلشات.
48. مها حسين السيد.
49. عائدة حسن عاشور.
50. عمر سالم بن هلابي.
51. محمود محمود قايد.
52. علي حسين البجيري.
53. سالم محمد أحمد سلمان.
54. علي عبدالله عزان.
55. محمد صالح السعدي.
56. فهمي العبادي.
57. مقبل ناصر لكرش.
58. علي عبدالباقي المسلماني.
59. أحمد محمد الزوقري.
60. عدنان جابر.
61. أحمد محمود العربي.
62. ماجد صالح الشعيبي.
63. إياد علوي فرحان.